# Via degli Yungas

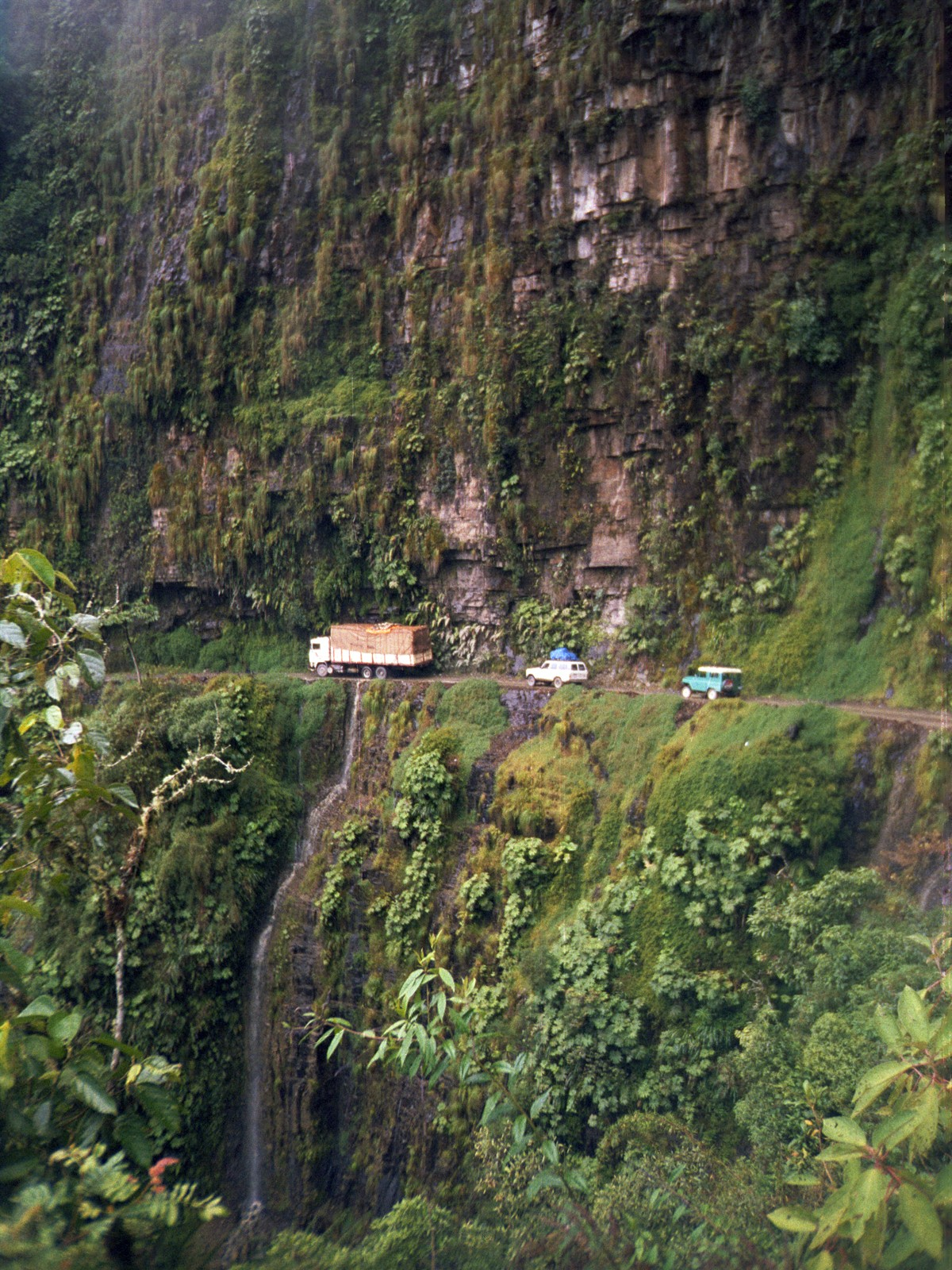
Uno scorcio della via degli Yungas

La via degli Yungas (in spagnolo: Camino de los Yungas o Camino de la Muerte) è una via di comunicazione della Bolivia. È lunga circa 56 chilometri e collega La Paz a Coroico attraversando le province
paceñas di Pedro Domingo Murillo e Nor Yungas.

## Descrizione

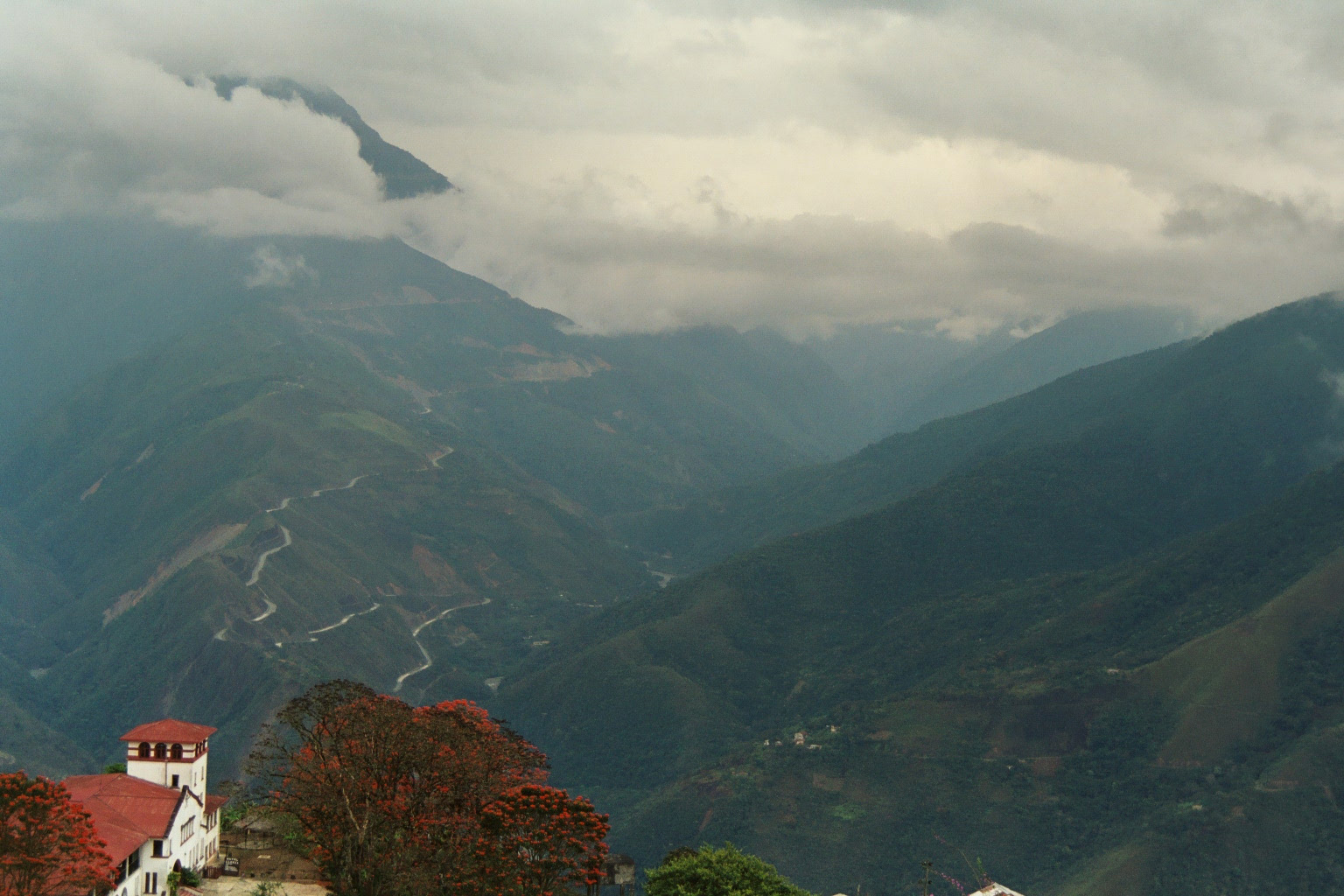
La nuova strada che ha sostituito il tratto finale della via, vista da Coroico.

La strada è famosa perché ritenuta a livello mondiale una delle più pericolose del mondo: con un dislivello totale di oltre tremila metri, presenta un fondo stradale sterrato e stretto, totalmente sprovvisto di parapetti e protezioni, con pendenze a volte molto pronunciate e sono frequenti nebbia e precipitazioni. Tra i 200 e 300 uomini muoiono ogni anno nel transito, due le cause principali: uscita di strada o cedimento del terreno. Molte croci lungo il percorso ricordano le vittime; il 24 luglio 1983 oltre 100 persone morirono in un singolo incidente stradale, il più tragico della storia della Bolivia. La strada è divenuta un'attrazione turistica in particolare per i cicloturisti che sfruttano le sue inclinazioni marcate. Attualmente è stata affiancata da una nuova strada, più sicura.
Uscendo da La Paz (situata a 3.640 metri slm) la strada si inerpica fino a circa 4.650 metri di quota per poi scendere ai 1.525 metri del livello di Coroico, passando dal clima freddo dell'altopiano al caldo-umido della foresta.
La strada fu costruita negli anni trenta del XX secolo dai paraguaiani fatti prigionieri durante la guerra del Chaco, rendendo così possibile un collegamento tra la capitale e l'Amazzonia boliviana.
A partire dal 1990 è obbligatorio guidare su questa strada tenendo la sinistra a differenza di tutte le altre strade del Paese, per facilitare agli autisti il controllo del bordo del dirupo.
Fino al 2006, anno in cui fu aperto al traffico un tracciato alternativo, la via degli Yungas faceva parte integrante del percorso della strada 3.